# Université slovaque de la santé

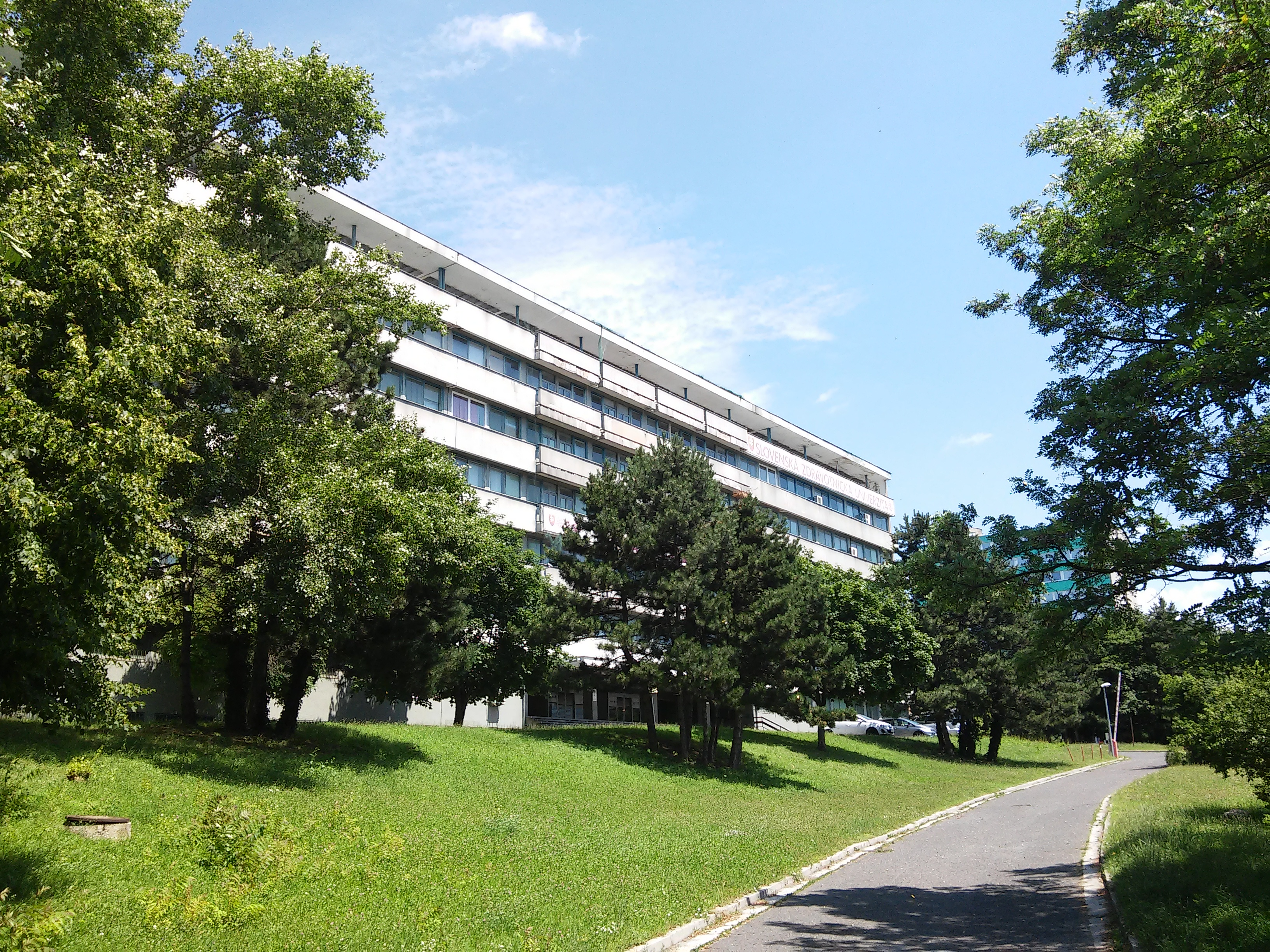
Université slovaque de la santé

L’Université slovaque de la santé (Slovenská zdravotnícka univerzita v Bratislave) est un établissement slovaque d'enseignement supérieur fondé sous sa forme actuelle en 2002. Elle a été créée notamment sur la base de l’Institut slovaque de perfectionnement des médecins' (Slovenský ústav pre doškoľovanie lekárov), créé à Trenčín en 1953

## Composition
L'établissement se compose depuis 2010 des 4 facultés suivantes :
- Faculté de médecine (sk) (Lekárska fakulta Slovenskej zdravotníckej univerzity, LF SZU), avant 2010 : Faculté d'études spécialisées en santé (Fakulta zdravotníckych špecializačných štúdií)
- Faculté de santé publique (Fakulta verejného zdravotníctva)
- Faculté de soins infirmiers (Fakulta ošetrovateľstva a zdravotníckych odborných štúdií)
- Faculté de la santé (sk) de Banská Bystrica (Fakulta zdravotníctva so sídlom v Banskej Bystrici crée en 2005 avec 3 départements : physiothérapie, soins infirmiers, médecine d'urgence)